# اعتلال دماغي فيرنيكي
اعتلال دماغي فيرنيكي (بالإنجليزية: Wernicke's encephalopathy)‏ يشير إلى وجود أعراض عصبية تسببّها آفات كيميائية في الجهاز العصبي المركزي بعد استنفاد احتياطات الفيتامين بي، وخاصة الثيامين (فيتامين بي1). هذه الحالة هي جزء من مجموعة أمراض كبيرة تتعلق بنقص الثيامين، وتشمل بري بري على جميع أشكاله، ومتلازمة كورساكوف. عندما يتزامن الاعتلال الدماغي الفيرنيكي مع متلازمة كوساكوف يُدعى ذلك متلازمة فيرنيكي-كورساكوف.
يتميز الاعتلال الدماغي الفيرنيكي بشكل كلاسيكي بشلل في عضلات العين، والرنح، والارتباك . ومع ذلك، 10٪ فقط من المرضى تظهر لديهم جميع الأعراض الثلاث، وأعراض أخرى قد تكون موجودة أيضًا. في حين أنه يعتبر عادة حالة خاصة للأشخاص الذين يعانون من سوء التغذية مع تعاطي الكحول، إلا أن مجموعة متنوعة من الأمراض يمكن أن تؤدي إلى اعتلال الدماغ ويرنيك. يتم علاج اعتلال الدماغ الفيرنيكي باستخدام مكملات الثيامين (فيتامين ب 1)، والتي يمكن أن تؤدي إلى تحسين الأعراض وغالبًا ما يكون القرار الكامل، لا سيما في حالات تعاطي الكحول ليست هي السبب الكامن. في كثير من الأحيان تكون هناك حاجة إلى استبدال المواد المغذية الأخرى، اعتمادًا على السبب.
قد يكون اعتلال الدماغ الفيرنيكي موجود في عامة السكان مع انتشار حوالي 2٪، ولا يتم تشخيصهم. ربما، العديد من الحالات المرضية والتي ليس لديهم أعراض يفترض أن تكون مرتبطة مع اعتلال الدماغ الفيرنيكي.

## العلامات والأعراض
الثلاثية الكلاسيكية للأعراض الموجودة في اعتلال الدماغ لدى فيرنيك هي:
- شلل في عضلات العين (والت تتضاعف لاحقًا لتشوهات حركة العين الأخرى، والتي تؤثر عادةً على العضلة المستقيمة الوحشية[6] أو أي علامة من علامات اختلال العين، أو الرأرأة الرأسية والتي تعتبر العلامة الأكثر شيوعا على الرغم من شلل العضلة المستقيمة الوحشية والتي عادةً ما تظهر على كلا الجانبين).
- الرنح (والذي يتضاعف في وقت لاحق إلى اختلال التوازن أو أي من علامات اختلال المخيخ)
- الارتباك (والذي يتضاعف في وقت لاحق إلى تغييرات عقلية أخرى ز ويحدث في 82٪ من حالات التشخيص)

ومع ذلك، في الواقع، تظهر نسبة مئوية صغيرة من المرضى جميع الأعراض الثلاثة، بينما يحدث هذا الثلاثي أكثر في كثير بين أولئك الذين لديهم الإفراط في تناول الكحول.
كما تم العثور على مجموعة أكثر تنوعًا بكثير من الأعراض في المرضى الذين يعانون من هذه الحالة، بما في ذلك:
- فقدان البصر[8] و ضعف البصر والسمع، وذمة حليمة العصب البصري.[9][10]
- فقدان السمع،[11]
- والتعب، واللامبالاة، والتهيج، والنعاس، والبطء النفسي و / أو الحركي[7]
- عسر البلع،[12] احمرار الخجل، انقطاع النفس النومي، الصرع[13] والذهول
- الحماض اللبني[14]
- ضعف الذاكرة، فقدان الذاكرة،[15] الاكتئاب،[16] الذهان[17][18]
- انخفاض حرارة الجسم[9][19][20] اعتلال الأعصاب،[21] فرط التعرق.[12][22]

على الرغم من أن انخفاض حرارة الجسم عادةً ما يتم تشخيصه مع درجة حرارة الجسم 35 درجة مئوية / 95 درجة فهرنهايت، أو أقل، التبريد الأولي الناجمة عن إلغاء الضوابط في الجهاز العصبي المركزي، يحتاج هذا الأمر إلى متابعة لمنع تدهور الحالة. قد يبلغ المريض عن الشعور بالبرد، تليها قشعريرة خفيفة، وبشرة باردة، وشحوب معتدل، وعدم انتظام دقات القلب، وارتفاع ضغط الدم، ورعاش أو حطام. ينصح تقنيات الاحترار الخارجي لمنع انخفاض حرارة الجسم.
تغيرت وظائف القلب والدورة الدموية من بين الوظائف التي تغيرت في كثير من الأحيان. قد يكون هناك عدم انتظام دقات القلب، وضيق التنفس، وألم في الصدر، وانخفاض ضغط الدم الانتصابي، والتغيرات في معدل ضربات القلب وضغط الدم. يؤثر نقص الثيامين في بعض الأحيان على غيرها من كبار مستهلكي الطاقة، وعضلة القلب، وأيضًا مرضى تضخم القلب. وقد لوحظ فشل القلب مع متلازمة الحماض اللبني. لوحِظت أيضًا تشوهات القلب كأحد أعراض اعتلال الدماغ الفيرنيكي، والتي لم تكن مدرجة في النهج التقليدي، [2] [27] ولا تصنف على أنها مرض منفصل. وقد أُشير إلى العدوى باعتبارها واحدة من أكثر الأسباب شيوعُا التي تؤدي إلى الوفاة في مرضى اعتلال الدماغ الفيرنيكي.  وعلاوةً على ذلك، عادةً ما يظهر هذا المرض في حالات الأطفال.
في المرحلة الأخيرة قد تحدث أعراض أخرى مثل : ارتفاع الحرارة، وزيادة قوة العضلات، والشلل التشنجي، وخلل الحركة الرقعي والغيبوبة.
بسبب مشاركة متكررة من القلب والعينين والجهاز العصبي المحيطي، يُفضل العديد من الكتاب أن نسميها مرض فيرنيك بدلا من مجرد اعتلال الدماغ.
الأعراض المبكرة غير محددة، وقد ذكر أنه قد نقدم نتائج غير محددة. في متلازمة فيرنيك كورساكوف توجد بعض الأعراض المفردة في حوالي ثلث المصابين.

### أماكن الآفة
بعض الأعراض المتكررة ترجع إلى الموقع المتضرر بالمخ:
- سقيفة الدماغ : البصرية- تغييرات بالحدقة، عضلات العين الدماغي، شلل العين، تذبذب المقلتين السريع اللاإرادي.
- الغدة النخامية : النخاع- درجة الحرارة، الدوخة والدوران، التنفس.
- ميدولا: المنطقة الدهليزية. المخيخ. - اختلاج الحركة.
- الاختلال العقلي المنتشر.- الإدراك المتغير، حالة التهجين العالمية.
- المحيط الدماغي : الحد من الوعي.
- هناك أيضا بعض الآفات التي قد ثؤثر على جهاز المناعة وهي معروفة لدى متعاطي الكحول، وتسبب التهابات وخلل بالأنسجة.

### متلازمة كورساكوف
متلازمة كورساكوف، تتميز بخصائص ضعف الذاكرة، والتآمر، والارتباك وتغيرات الشخصية، ولها صلة قوية ومعترف بها مع منظمة الصحة العالمية.
وهناك نسبة عالية جدا من المرضى الذين يعانون من متلازمة فيرنيك كورساكوف لديهم أيضا اعتلال الأعصاب المحيطية، والعديد من مدمني الكحول لديهم هذا الاعتلال العصبي دون علامات أو أعراض عصبية أخرى. وتحدث متلازمة كورساكوف في منظمة الصحة العالمية غالبا لدى المرضى المدمنون على الكحول. وهو غير شائع بين اولئك الذين لايستهلكون الكحول بكثرة.وتتطور متلازمة كورساكوف بنسبة 80% من الذين بتعاطون الكحول بمنظمة الصحة العالمية. هناك دراسة تقول بأن نصف حالات متلازمة كورساكوف تتعافى من حالة فقدان الذاكرة في مدة من شهرين إلى عشر سنوات.